# Nebouzan
Nebouzan es una pequeña región histórica separada de Cominges, Francia, en el siglo XIII. Su capital era Saint-Gaudens.
Su nombre se originó por deformación del nombre del señor galorromano Nepotianus, que poseía una extensa hacienda en la región.
La región fue ocupada desde antiguo, y vio pasar a romanos, visigodos y francos. Los obispos de Comminges fueron los señores más bien organizados, y en el siglo IX se fundó el condado de Cominges, incluyendo el Nebouzan, sobre la base del Obispado de Comminges. La comarca de Nebouzan perteneció al condado de Cominges hasta que fue ocupada por el vizconde Gastón VII de Béarn en 1258 e incorporada al Vizcondado de Béarn en 1267, por lo cual desde entonces adquirió el título de vizcondado de Nebouzan, que siempre correspondió a los vizcondes de Béarn. 
Desde 1267 fue la sede de un senescal bearnés. En 1290 pasó, junto con Verán, a la casa del Foix y finalmente a Navarra. En 1589 el rey de Navarra se convirtió en rey de Francia, pero la incorporación a la corona se demoró hasta julio de 1607, cuando se incorporaron todos los feudos franceses (aunque Nebouzan estaba unido administrativamente a Bearn, era tenida como un feudo francés). 
En Saint Gaudens se reunieron en el siglo XVII y el XVIII los estados generales del territorio de Nebouzan encargados de fijar los impuestos y las donaciones al rey, y que dependían de la Generalidad de Montauban (1635-1716), después de Auch (1717-1784) y finalmente de Bayona (1784-1787) para volver a Auch antes de la revolución (1787-1790); los dominios reales de la comarca estaban administrados por la cámara de cuentas de Pau. La justicia fue administrada en la castellanía de Saint Gaudens (que incluía Miramont) la cual era parte de la senescalía; las apelaciones se veían en Tolosa. 
Religiosamente el lugar continuó dependiendo a partir de 1258 del obispado de Comminges (Saint Bertrand de Comminges) y fue sede de un arciprestado con 21 parroquias.